# Siedlce (gmina)
Siedlce est une gmina rurale (gmina wiejska) de la powiat de Siedlce, dans la Voïvodie de Mazovie, dans le centre-est de la Pologne.
Son siège administratif (chef-lieu) est la ville de Siedlce, bien qu'elle ne fasse pas partie du territoire de la gmina.
La gmina couvre une superficie de 141,54 km2 pour une population de 15 893 habitants en 2006.

## Géographie
La gmina inclut les villages et localités de :

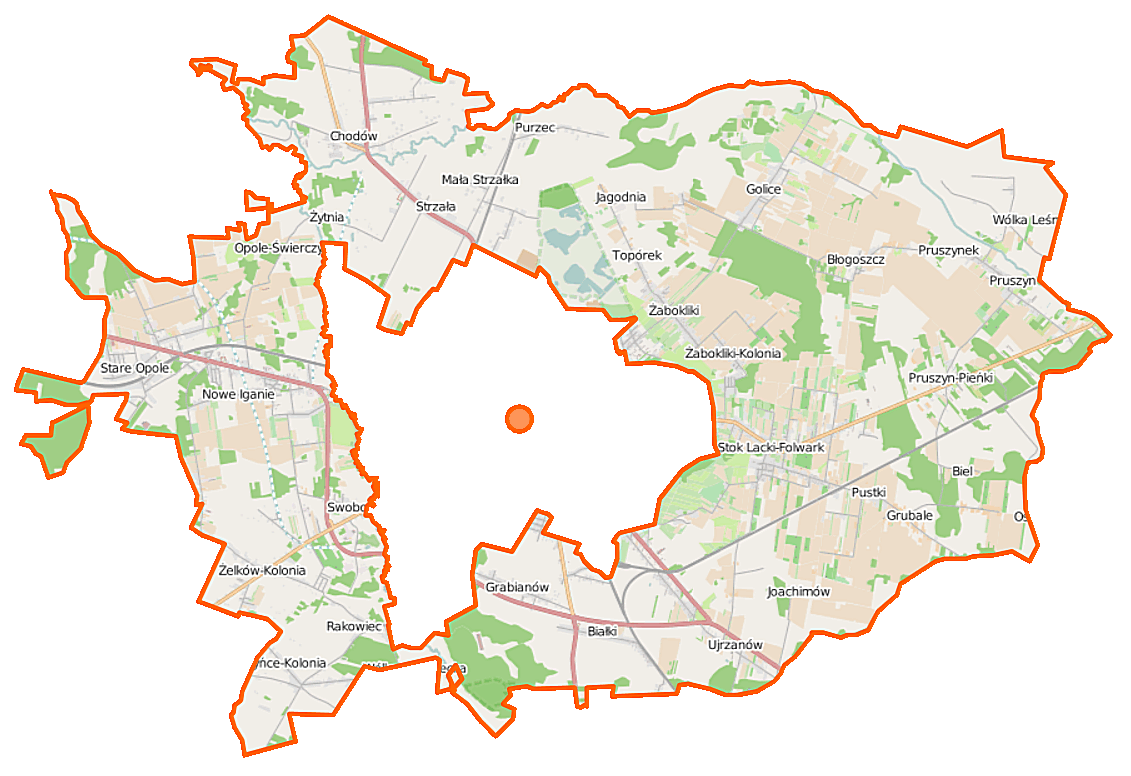
Plan de la gmina

- Białki
- Biel
- Błogoszcz
- Chodów
- Golice
- Golice-Kolonia
- Grabianów
- Grubale
- Jagodnia
- Joachimów
- Nowe Iganie
- Nowe Opole
- Opole Świerczyna
- Osiny
- Ostrówek
- Pruszyn
- Pruszyn-Pieńki
- Pruszynek
- Purzec
- Pustki
- Rakowiec
- Stare Iganie
- Stare Opole
- Stok Lacki
- Stok Lacki-Folwark
- Strzała
- Topórek
- Ujrzanów
- Wólka Leśna
- Wołyńce
- Wołyńce-Kolonia
- Żabokliki
- Żabokliki-Kolonia
- Żelków-Kolonia
- Żytnia

### Gminy voisines
La gmina de Siedlce est voisine de :

la ville de :
- Siedlce

et des gminy suivantes :
- Kotuń
- Mokobody
- Mordy
- Skórzec
- Sokołów Podlaski
- Suchożebry
- Wiśniew
- Zbuczyn

## Structure du terrain
D'après les données de 2002, la superficie de la commune de Siedlce est de 141,54 km2, répartis comme telle :
- terres agricoles : 78%
- forêts : 10%

La commune représente 8,83% de la superficie du powiat.

## Démographie
Données du 30 juin 2004 :
| Description        | Total  | Total | Femmes | Femmes | Hommes | Hommes |
| ------------------ | ------ | ----- | ------ | ------ | ------ | ------ |
| Unité              | Nombre | %     | Nombre | %      | Nombre | %      |
| Population         | 15 622 | 100   | 7 777  | 49,8   | 7 845  | 50,2   |
| Densité (hab./km²) | 110,4  | 110,4 | 54,9   | 54,9   | 55,4   | 55,4   |